# Cai A. Vagn-Hansen
Cai A. Vagn-Hansen (14. oktober 1911 i København - 23. november 1990) var en dansk embedsmand. Han blev cand. jur. i 1936, og sekretær i Indenrigsministeriet fra 1937 til 1945. Derefter var han amtmand på Færøerne fra 1945 til 1948, da denne titel udgik, og Vagn-Hansen blev Færøernes første rigsombudsmand. Han gik af i 1954, og blev derefter amtmand over Aabenraa-Sønderborg Amt indtil kommunalreformen i 1970 og var efterfølgende amtmand over Sønderjyllands Amt indtil sin pensionering i 1981.